# 北宋东京城遗址
东京城遗址中国北宋都城东京开封府汴梁城的遗址。北宋时以五代开封府为基础，进行了大规模扩建。使东京成为与洛阳一样的帝都规模。

## 历史沿革
天祐四年（907年），朱温代唐称帝，建国号梁，将其所在的汴州升为开封府，建名东都。改汴州使治所为建昌宫，并对其进行改建，成为北宋东京城的范本。开平三年（909年），后梁迁都洛阳。至936年〈乾化三年至龙德三年（913-923年）除外〉，洛阳代开封成为行政中心，降开封府为汴州宣武军。天福二年（937年），石敬瑭东巡汴州，以其衙城为行阙，改称大宁宫。此后历后汉、后周开封保持了东京的地位。

## 北宋都城

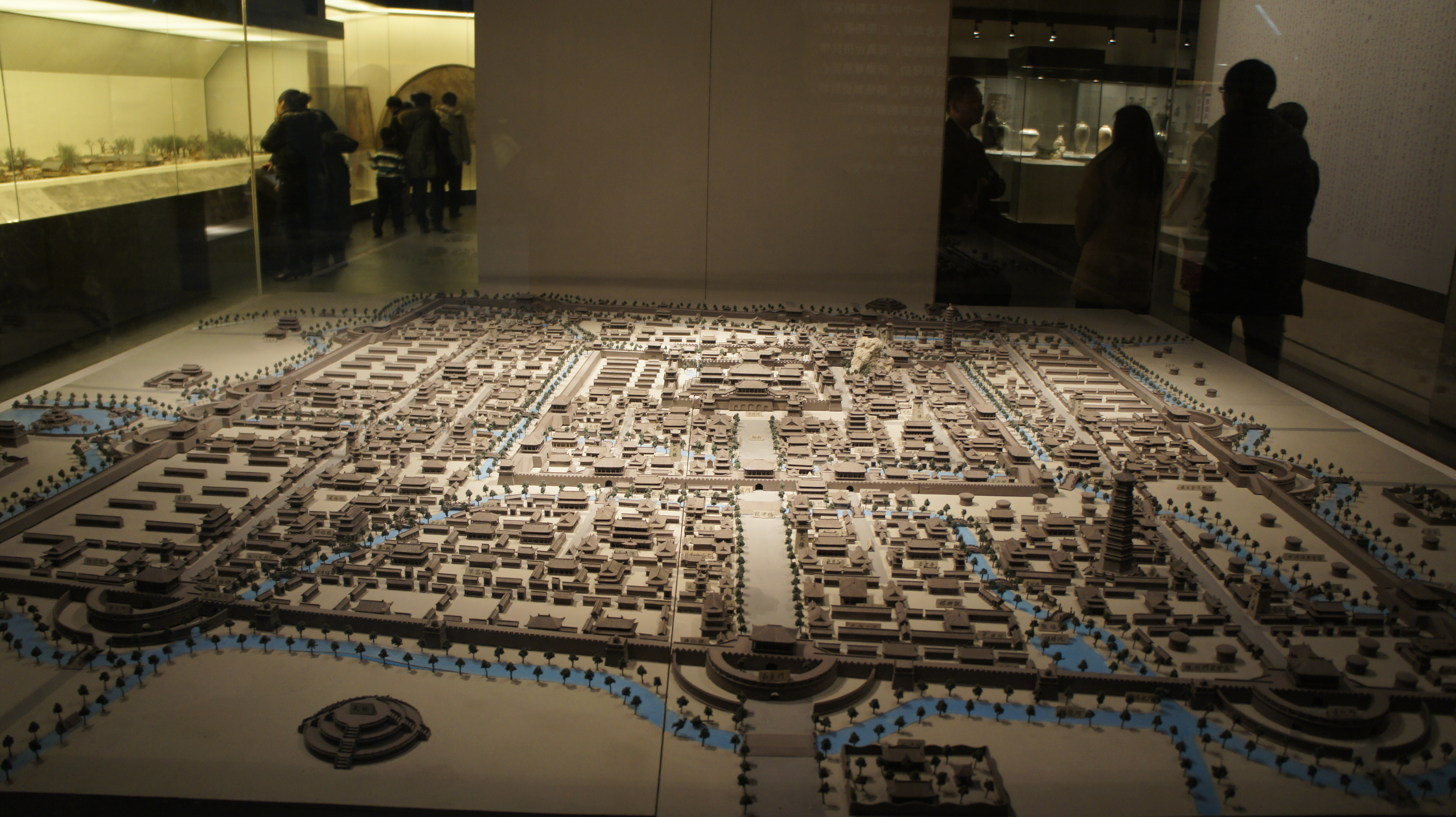
靖康之变前的北宋东京城（模型）。

建隆三年至乾德四年（962-966年），宋太祖对开封皇宫进行重建。先后建大庆、文德、紫宸、垂拱四大殿，崇文院、六阁、景福和国史院、都堂等建筑。新皇城东西宽约1050米，南北长约1090米（合七里余）。后虽又进行改建，而皇城布局未作重大变化。政和三年（1113年），宋徽宗新建延福宫，皇城范围增至九里十三步。政和七年（1117年），建艮岳。

## 现况
靖康二年（1127年）金灭北宋。贞元三年（1155年），北宋故宫毁于火。正隆三年至六年（1158-1161年），金在此基礎上重建开封府城，改北宋东京为金南京。明朝、清朝又各自在此基礎上修建開封府城，形成奇特的“城摞城”奇觀。古城在崇祯十五年（1642年）和道光二十一年（1841年）黄河两次洪水中被彻底毁坏。

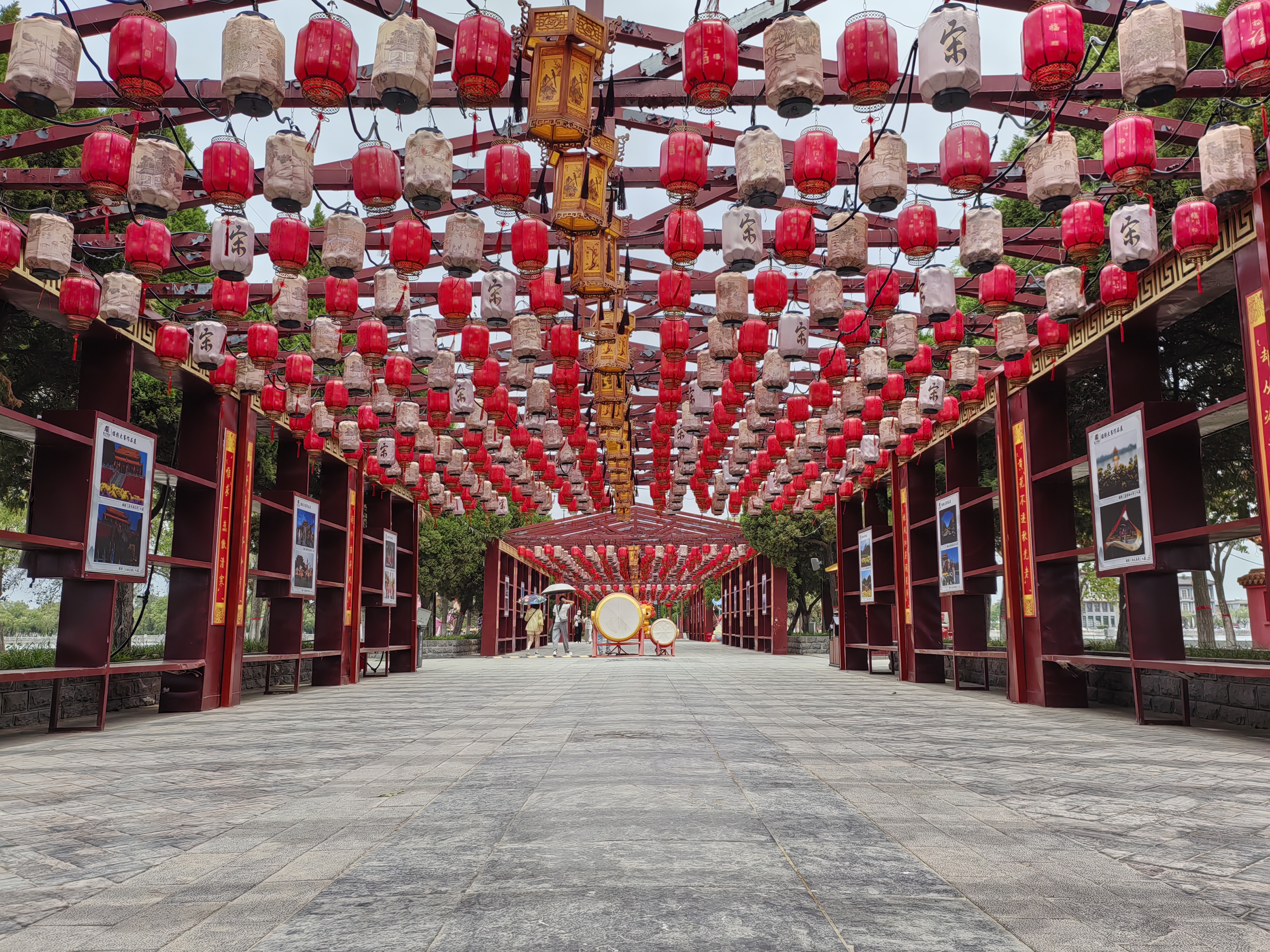
大慶殿遺址
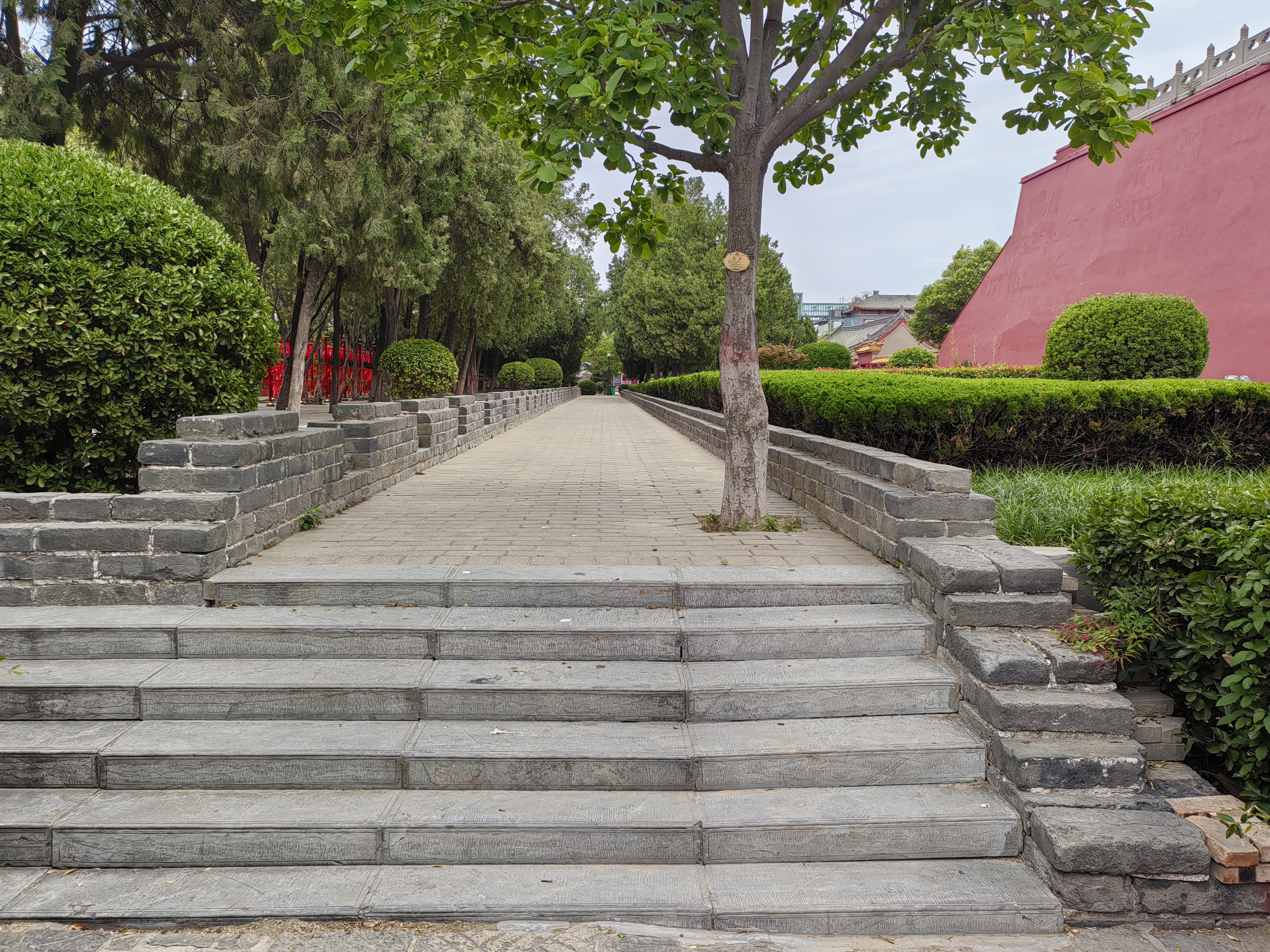
皇城北牆遺址
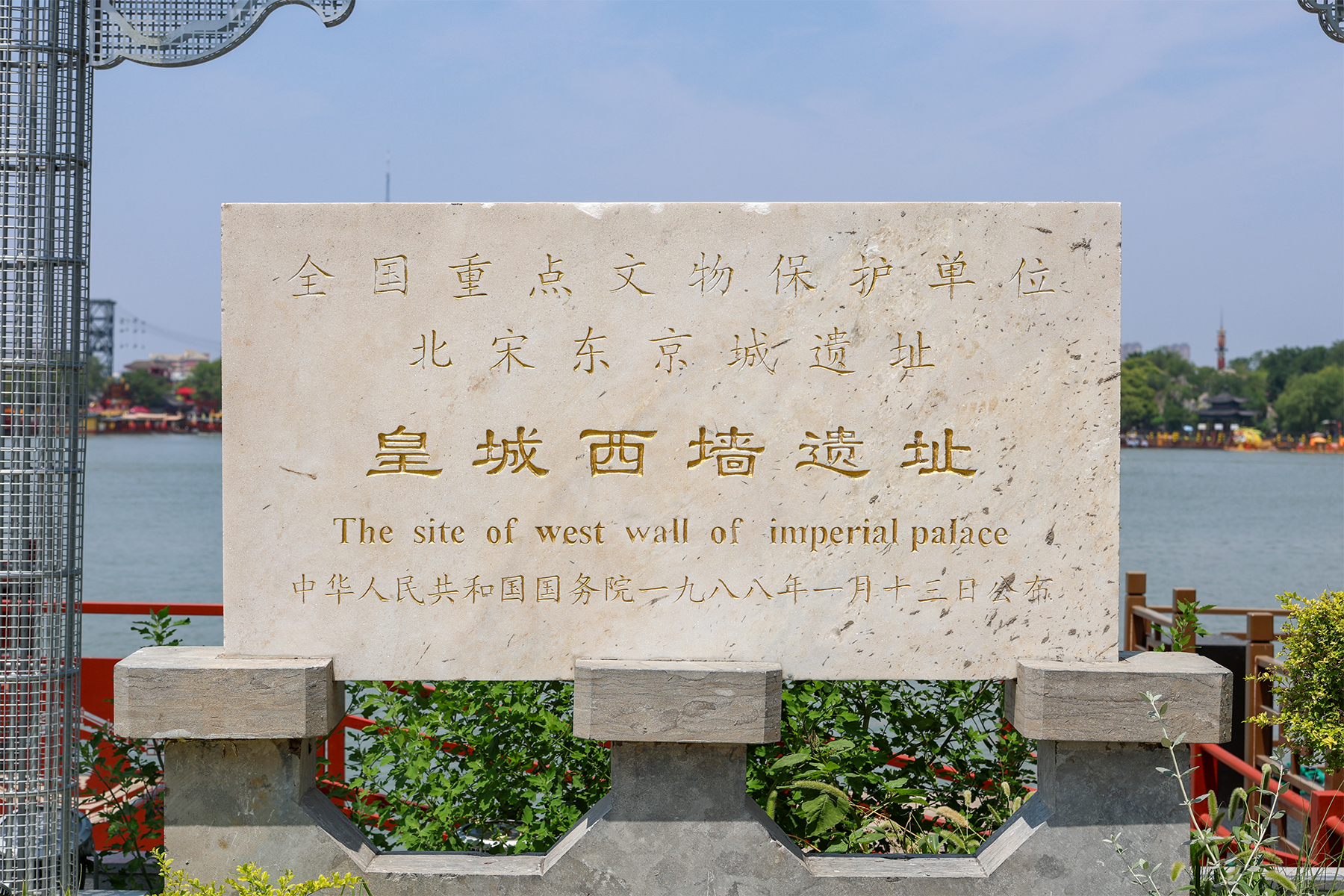
皇城西墙遗址